# L'Alibi (Lucky Luke)
Pour les articles homonymes, voir L'Alibi.
Cet article concerne la bande dessinée de Claude Guylouis et Morris. Pour le film de Pierre Chenal, voir L'Alibi.
L'Alibi  est la 96e histoire de la série Lucky Luke, avec des dessins de Morris et un scénario de Claude Guylouis. 
L'histoire est assez courte (12 planches) et est publiée pour la première fois dans l'album L'Alibi paru chez Dargaud en 1987.

## Résumé
Le beau-père de Gisela trouve que sa pupille est trop « citadine ». Il demande à Lucky Luke de préparer un voyage de noces un peu spécial : un séjour dans le dangereux Ouest américain. Lucky Luke est chargé de préparer un parcours mouvementé mais sécurisé. 
Ce dernier effectue donc un repérage des lieux dans lesquels Gisela et son époux Butty découvriront l'Ouest américain. La diligence se met en route. Au programme : problèmes climatiques, attaque par les Indiens, bagarre dans le saloon, attaque par des desperados au cours de laquelle Gisela est enlevée. 
Mais lorsque Lucky Luke « découvre le repaire » des bandits (en fait des acteurs qu'il a rémunérés), ces derniers sont ligotés et ont les pieds et poings liés : de vrais desperados les ont maîtrisés et ont réellement enlevé Gisela…
Lucky Luke est assisté dans cette aventure par Rantanplan, qui comme d'habitude comprend tout de travers.